# 김지인
김지인(1989년 10월 2일 ~ )은 과거 온게임넷의 게임자키이다.

## 출연 작품
- 난 스타본다 (온게임넷)
- Exciting game 에다전설 (온게임넷)
- 어쨌든 미리크리스마스 (온게임넷)
- 켠김에 왕까지 7회 게스트 (온게임넷)
- 오 나의 여친님 (온게임넷)

## 같이 보기
- 최은애
- 이신애
- 서연지